# Спонтанна дисекція коронарної артерії
Спонтанна дисекція коронарної артерії (СДКА) – це стан, при якому утворюється розрив у стінці однієї з артерій, що постачають кров до серця, який заповнюється кров’ю. Симптоми схожі на симптоми серцевого нападу: біль у грудях, задишка, пітливість, нудота та підвищення рівня серцевих маркерів. Ускладнення можуть включати серцеву недостатність та раптову смерть.
Часто наявні такі фактори ризику, як вагітність, фібромускулярна дисплазія, захворювання сполучної тканини та запальні стани. 
Серед можливих тригерів – блювота, кашель або емоційний стрес. Основний механізм виникнення полягає в розриві внутрішньої оболонки артерії, яка постачає кров серцем, внаслідок чого кров потрапляє всередину та розділяє її шари. Це призводить до звуження артерії й зменшення кровотоку. Діагноз зазвичай ставиться за допомогою ангіографії, хоча може використовуватися ряд інших видів медичної візуалізації.
Вперше цей стан було описано під час розтину в 1931 році. За оцінками СДКА трапляється у близько 0,1%-4% пацієнтів з гострим коронарним синдромом. Найчастіше страждають жінки молодого та середнього віку. 
Єдиного оптимального підходу до лікування цього стану на цей час не визначено. Загалом віддають перевагу консервативному лікуванню порівняно з черезшкірним коронарним втручанням (ЧКВ) або аортокоронарним шунтуванням (АКШ). Для довготривалого застосування можуть бути рекомендовані бета-блокатори та аспірин. Хоча ризик смерті становить менше ніж 5%, хірургічного втручання потребують приблизно 15% пацієнтів, а рецидиви трапляються у близько 10% випадків.